# Portada/efemèride juliol 14
Assumpció Català i Poch
« 13 de juliol · 14 de juliol · 15 de juliol »